# Ptychadenidae
A Ptychadenidae a kétéltűek (Amphibia) osztályába és  a békák (Anura) rendjébe tartozó  család. A család korábban előbb a valódi békafélék (Ranidae) egyik nemzetségcsoportja majd később alcsaládja volt, de egy átfogó vizsgálat önálló családba sorolta őket.
Elterjedési területük a szubszaharai Afrika trópusi és szubtrópusi vidékei.

## Rendszerezés
A családba az alábbi nemek tartoznak:
- Hildebrandtia Nieden, 1907
- Lanzarana Clarke, 1982
- Ptychadena Boulenger, 1917